# Black Tiger (jeu vidéo)
Pour l’article homonyme, voir Black Tiger.
Black Tiger (ブラックドラゴン, Burakku Doragon, Black Dragon) est un jeu vidéo de plates-formes sorti en 1987 sur système d'arcade Commando. Le jeu a été développé par Capcom et édité par Capcom et U.S. Gold, puis porté sur plusieurs ordinateurs personnels,.

## Système de jeu
Jeu de plate-formes classique. Le personnage porte une armure et un fléau d'armes. Les deux peuvent être améliorés par la collection d'items et l'achat auprès de marchands rencontrés au cours de la progression.

## Histoire
Il y a bien longtemps, lorsque le monde était un endroit sombre et maléfique, ont émergé d'un ciel noir trois redoutables dragons. Le monde fut plongé dans une époque de dévastation et de misère. Un seul homme a le courage, le pouvoir et les compétences de défier ces serviteurs de Lucifer.

## Portages
- Black Tiger a été porté sur Amiga, Amstrad CPC, Atari ST, Commodore 64 et ZX Spectrum par U.S. Gold en 1989 et 1990.
- Une émulation de la version arcade est incluse dans les compilations Capcom Classics Collection Remixed sur PlayStation Portable et Capcom Classics Collection Vol. 2 sur PlayStation 2 et Xbox.